# Griechischer Amateurfunkverband

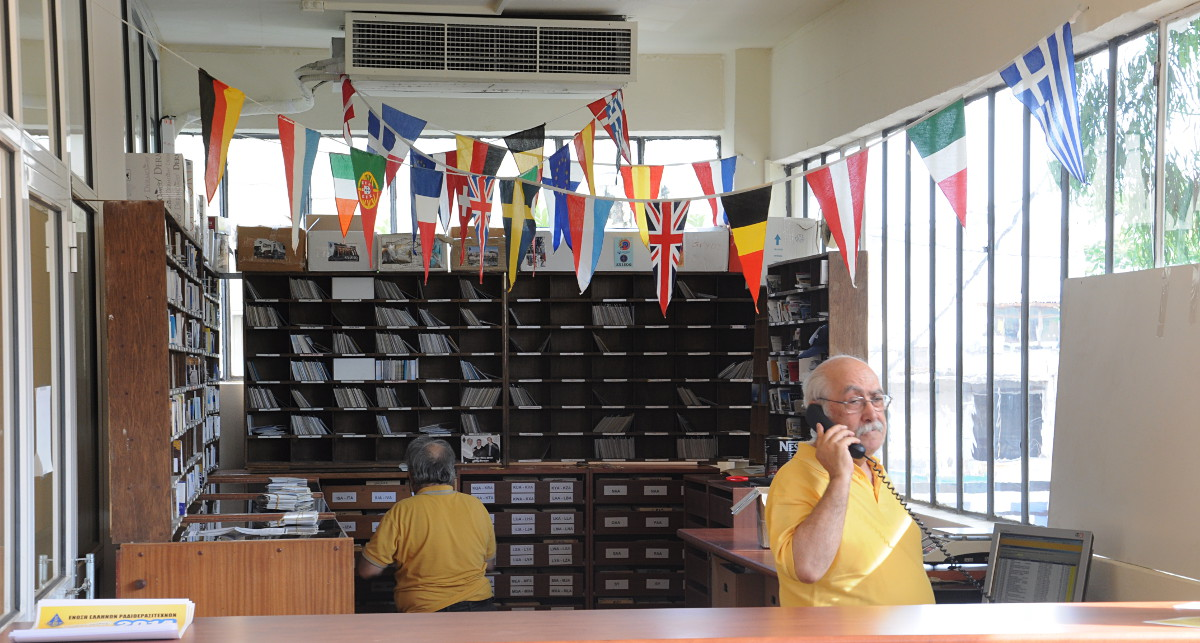
QSL-Büro des Verbands (2014)

Der Griechische Amateurfunkverband, griechisch Ένωσις Ελλήνων Ραδιοερασιτεχνών Énosi Ellínon Radioerasitechnón (ΕΕΡ), englisch Radio Amateur Association of Greece (RAAG), ist der nationale Verband der Funkamateure in Griechenland.

## Geschichte
Der griechische Amateurfunkverband wurde 1958 gegründet und ist ein gemeinnütziger öffentlicher Verein. Hauptzweck ist die Förderung des Amateurfunks im Interesse des technischen Fortschritts und der Völkerverständigung sowie die Hilfeleistung in Notfällen. Dazu kommt die Vermittlung von QSL-Karten.
Der Verband ist seit 1959 Mitglied der International Amateur Radio Union (IARU Region 1), der internationalen Vereinigung von Amateurfunkverbänden, und vertritt dort die Interessen der Funkamateure des Landes.
Jeden zweiten Monat gibt der Verband ein Magazin namens SV NEA heraus.